# Лудвиг Херман фон Рехберг
Лудвиг Херман Гауденц фон Рехберг (на немски: Ludwig Hermann Gaudenz Graf von Rechberg; * 15 януари 1814, Мюнхен; † 30 юни 1887, Мюнхен) от благородническия швабски род Рехберг, е граф на Рехберг и Ротенльовен и в Хоенрехберг (при Швебиш Гмюнд), кралски баварски кемерер, генерал на кавалерията и генерал-адютант.

## Произход
Той е син на граф Йохан Непомук фон Рехберг (1773 – 1817) и съпругата му графиня Юлия Барбиер фон Шрофенберг (1778 – 1853), дъщеря на граф Лоренц Барбиер фон Шрофенберг (* 1733) и фрайин Клара Мария фон Шрофенберг (* 1737). Сестра му Валпурга Мария Юлия фон Рехберг-Ротенльовен (1809 – 1903) е омъжена на 6 юли 1830 г. в Донцдорф за първия им братовчед граф Албрехт Улрих фон Рехберг-Ротенльовен-Хоенрехберг (1803 – 1885).

## Фамилия
Лудвиг Херман фон Рехберг се жени в Ирлбах на 18 юли 1839 г. за графиня Габриела фон Брай (* 9 март 1818, Дорпат; † 6 май 1900, Мюнхен), дъщеря на граф Франц Габриел фон Брай (1765 – 1832) и фрайин София фон Льовенщерн (*1788). Те имат децата:
- Ернст Беро Франц Ксавер Йохан Непомук Габриел (* 3 юни 1840, Мюнхен; † 6 декември 1913, Мюнхен), кралски баварски полковник-лейтенант, женен в Мюнхен на 17 юли 1873 г. за Катерина Мари Ховард (* 3 април 1846, Лондон; † 15 февруари 1905, Мюнхен)
- Елизабет София Мария Юлия (* 28 септември 1841, Донцдорф; † 19 март 1912, Мюнхен), еделдама в капител „Св. Анна“ в Мюнхен
- София Анна Валбурга Мария (* 1 юли 1843, Мюнхен; † 26 юли 1914, Мюнхен), омъжена в Максенсру при Именщат на 26 септември 1882 г. за граф Франц Август Лудвиг фон Татенбах (* 15 септември 1840, Ландсхут; † 6 юни 1884, Мюнхен)
- Габриела (* 9 февруари 1845, Мюнхен; † 30 декември 1874, Мюнхен)
- Матилда (* 17 октомври 1847, Мюнхен; † 30 октомври 1880, Сааргемюнд), омъжена в Мюнхен на 9 август 1869 г. за граф Франц Август Лудвиг фон Татенбах (* 15 септември 1840, Ландсхут; † 6 юни 1884, Мюнхен)